# Крестьянин

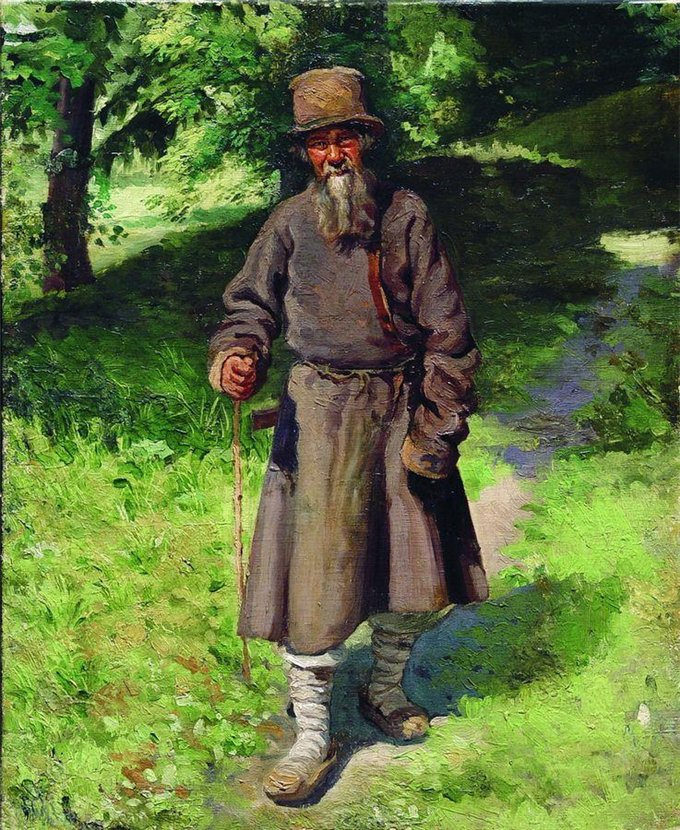
«Крестьянин в лесу», Н.А. Ярошенко, 1880

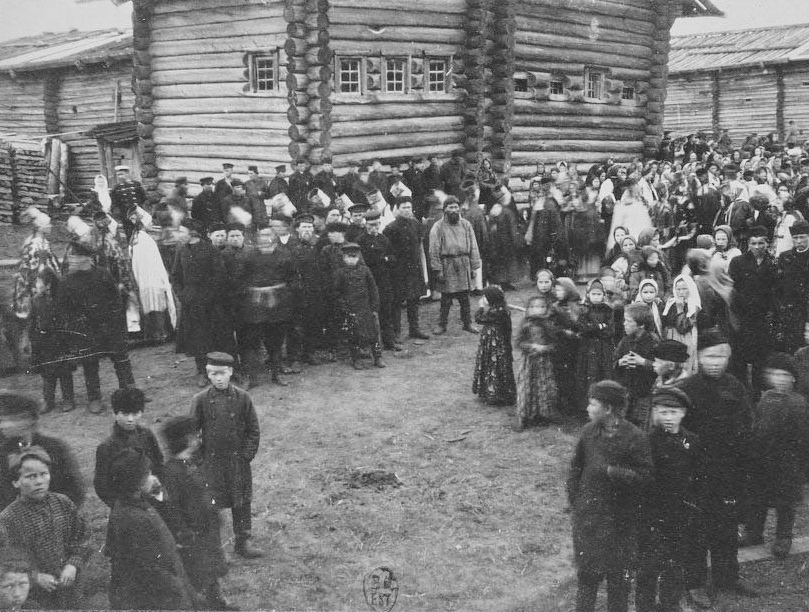
Н. Шабунин. Русские крестьяне. Начало XX века

Крестья́нин (мужик, землепашец, земледелец, селянин, поселянин, сельский обыватель) — сельский житель, занимающийся возделыванием сельскохозяйственных культур и разведением сельскохозяйственных животных как своей основной работой.
Неотъемлемые признаки крестьянина: работа на земле, проживание в деревне или селе. При этом во всём мире занятия крестьян были очень разнообразными и далеко не ограничивались только пашней и скотоводством. Такими занятиями были также: пчеловодство, садоводство, маслоделие, виноградарство, гончарное и ткацкое дело, столярное и плотницкое дело, кузнечное дело, производство тары (например, из бересты).
Отличие крестьянина от фермера в том, что крестьянин бо́льшую часть произведённой продукции не продаёт, а потребляет в своей семье.

## Этимология

Крестьянки с ягодами у избы, фото С.М. Прокудина-Горского, 1909

Слово «крестьянин» происходит от ст.‑слав. хрестиѩнинъ, хрьстиѩнинъ, крьстиѩнинъ, крьстианинъ, крьстьѩнинъ, крьстиѩнъ, крьстиѩнъ, крестианъ, крестьꙗнъ, др.-рус. крьстьꙗнинъ — «человек; христианин».
Наиболее распространённая версия происхождения слова «крестьянин» — это слово «христианин» в старорусском произношении (ср. ст.‑слав. крьстининъ, болг. кръстянин, чеш. krestan, пол. chrześcijanin и пр.). Все эти слова родственны латинскому (лат. christianus). Также некоторые филологи напрямую выводят русское слово из древнегреческого (др.-греч. χριστιανός), которое сблизилось со словом «крест» (ст.‑слав. хрестъ, хрьстъ, крьстъ, крестъ, крҍстъ — «крест»).
По другой версии, слово «крестьянин» никак не связано с религией, а происходит от древнерусского выражения «кресать/кресить огонь», то есть «высекать, рубить огнивом из кремня». Землепашцы сжигали лес и производили посев прямо в золу.

## Крестьянство в древности и в Средние века
Земледелие появилось в неолите. Класс крестьян (первоначально свободных земледельцев) пережил в эпоху Средних веков и позднее почти во всех странах Европы (кроме Швеции и Норвегии) период зависимых отношений к землевладельцу и прикрепления к земле, продолжавшийся в ряде стран вплоть до XIX века.

## Крестьянство в Новое и Новейшее время
Постепенное развитие товарно-денежных отношений влияло на крестьянство. В Англии продолжавшиеся несколько веков огораживания привели к XIX веку к глубокой перестройке аграрного строя: землевладельцы сдавали освободившиеся земли и присвоенные общинные угодья в аренду фермерам, которые вели ориентированное на рынок хозяйство с использованием наёмного труда.
В других странах Западной Европы к концу XVIII века начались антифеодальные преобразования, либо в виде реформ, либо в виде революций. Великая французская революция привела к безвозмездному упразднению во Франции всех феодальных повинностей и платежей крестьян, их земельные наделы перешли в их полную собственность. Но в большинстве европейских стран ликвидация феодальных отношений растянулась на многие десятилетия и проводилась на условиях, которые были максимально выгодны для землевладельцев-дворян, и невыгодны для крестьян. Во многих странах вводился выкуп феодальных повинностей и платежей. Особенно тяжёлым он оказался для крестьян Пруссии. Там заключение соглашений о выкупе продолжалось до начала XX века, а выплата выкупных платежей закончилась лишь в 1932 году.

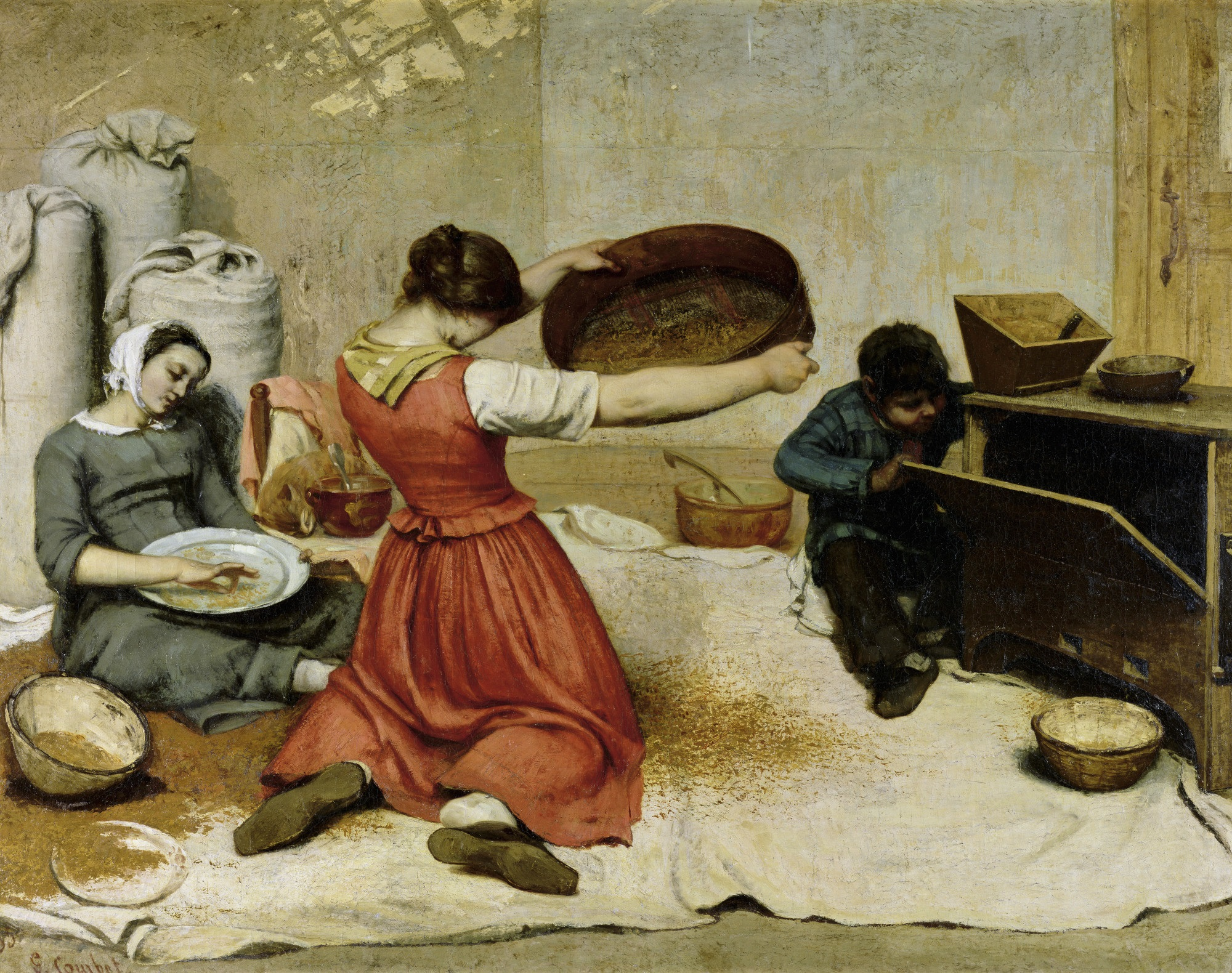
Картина Г. Курбе «Веяльщицы», 1853 год

В XIX веке хозяйства зажиточных крестьян превращались в фермы с постоянным использованием наёмного труда, ориентированные на рынок. Средние слои крестьянства продолжали сами потреблять подавляющую часть производимой сельскохозяйственной продукции. Но самая большая и постоянно увеличивавшаяся часть крестьян из-за малоземелья выживала только благодаря постоянной или периодической работе по найму. Во Франции уже в начале 1860-х годов больше половины всего самодеятельного населения, занятого в сельском хозяйстве, составляли постоянные или временные наёмные работники. Разоряющиеся крестьяне массово уходили в города, где они становились рабочими.
Многие европейские крестьяне эмигрировали в Северную Америку и Австралию.
Однако, несмотря на сокращение численности крестьянства, в странах Западной Европы, не говоря уже о Центральной и Восточной, во многом и в первой половине XX века продолжал сохраняться традиционный крестьянский бытовой уклад. Лишь технический переворот в сельском хозяйстве, начавшийся в 1950-60-е годы (механизация сельскохозяйственного производства), привел к резкому сокращению численности занятых в сельском хозяйстве и окончательному исчезновению традиционного крестьянства в Западной Европе. В Центральной и Восточной Европе традиционное крестьянство частично сохранилось.
Что касается США, Канады, Австралии, Новой Зеландии, то там традиционное крестьянство никогда не существовало, а изначально переселенцы из Европы становились фермерами, ориентированными на рынок.

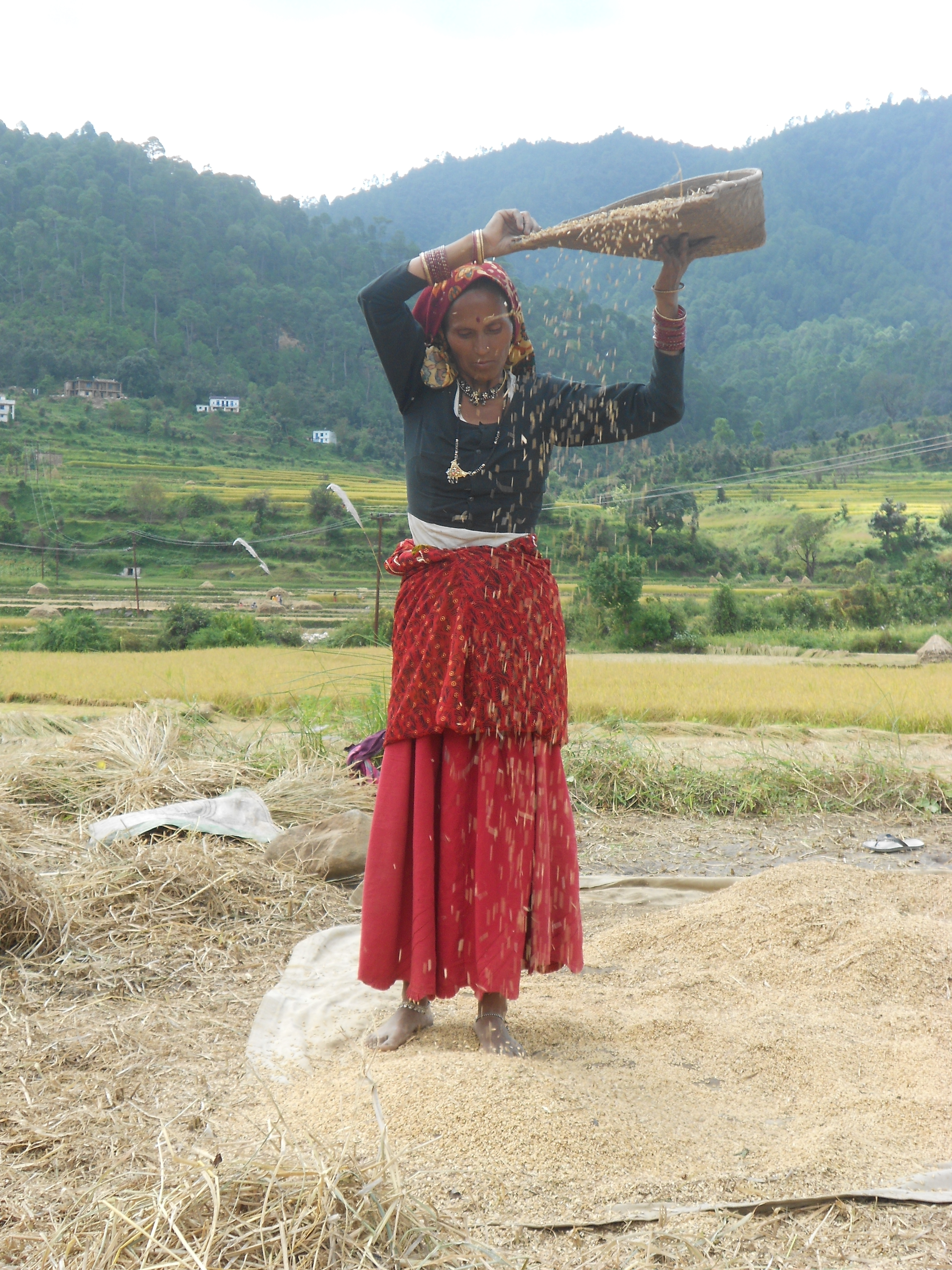
Крестьянка провеивает рис, Уттаракханд, Индия

В настоящее время традиционное крестьянство существует в развивающихся странах Латинской Америки (где представлено, в основном, индейцами; при этом в XIX веке аграрный сектор таких стран как Аргентина, Уругвай, Парагвай пополнился эмигрантами из Европы, ставшими фермерами, ориентированными на рынок), Азии, Африки, Океании.
Ликвидация помещичьего землевладения в тех странах Азии, где произошли социалистические революции (Китай, Вьетнам, Северная Корея, Монголия), сопровождалось коллективизацией. Крестьянство в этих странах остаётся самой бедной частью населения.

## В России
Именно русские крестьяне XV−XVII веков стали основой формирования современного русского народа.

### Другие названия крестьян в России в XVI—XVII веках
В XVI−XVII вв. нерусское крестьянское население Поволжья, за исключением состоявших на службе у Русского государства служивых татар, называлось «чувашами», а нерусское крестьянское население западных областей Русского государства — «латышами». В русских эпиграфических источниках того времени под соционим «чуваши» подпадали предки современных бесермян, южных удмуртов, казанских татар и собственно чувашей.

### Категории крестьян в Российской империи

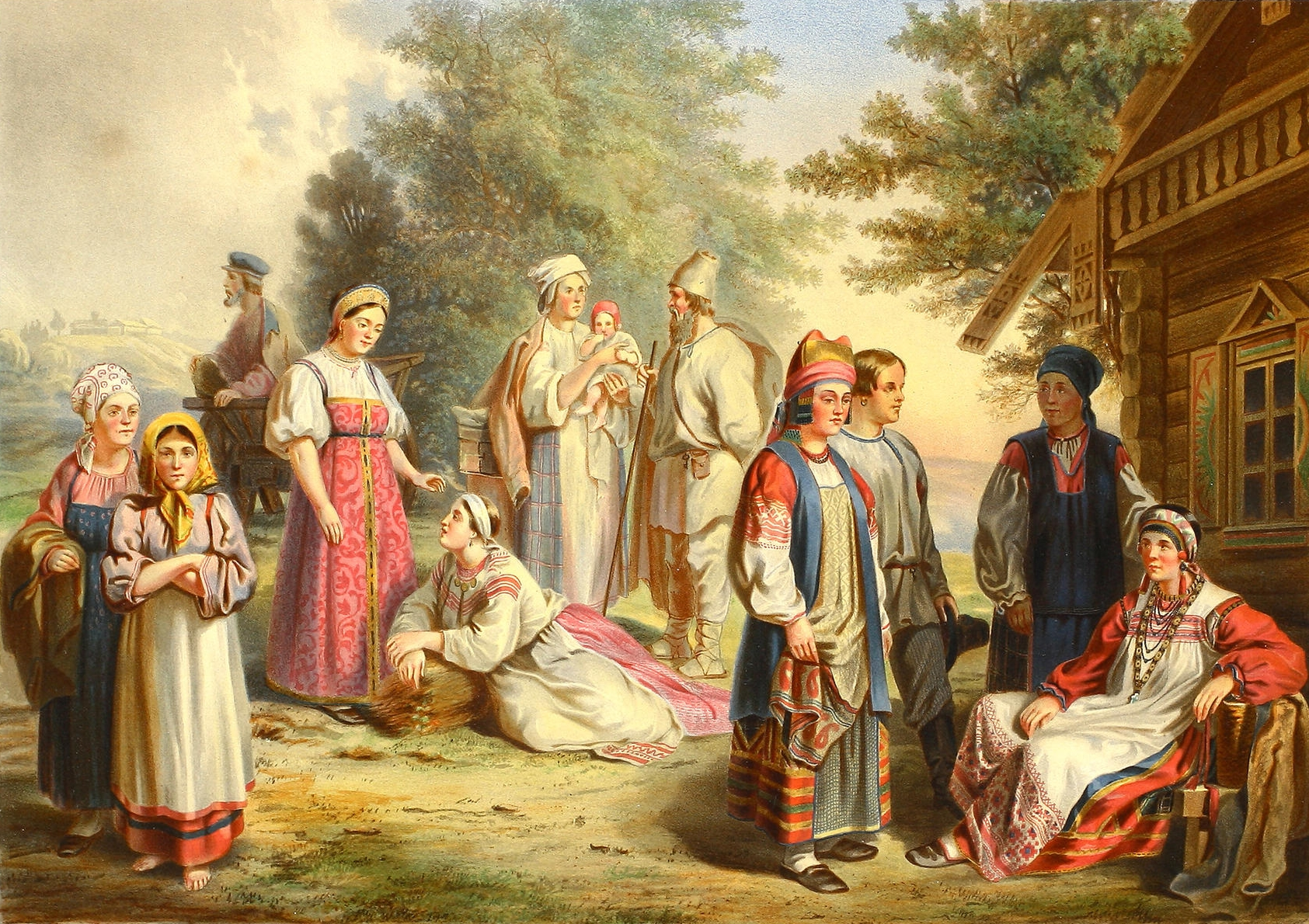
Великороссияне разных губерний (Густав-Теодор Паули. «Этнографическое описание народов России», СПб. 1862)

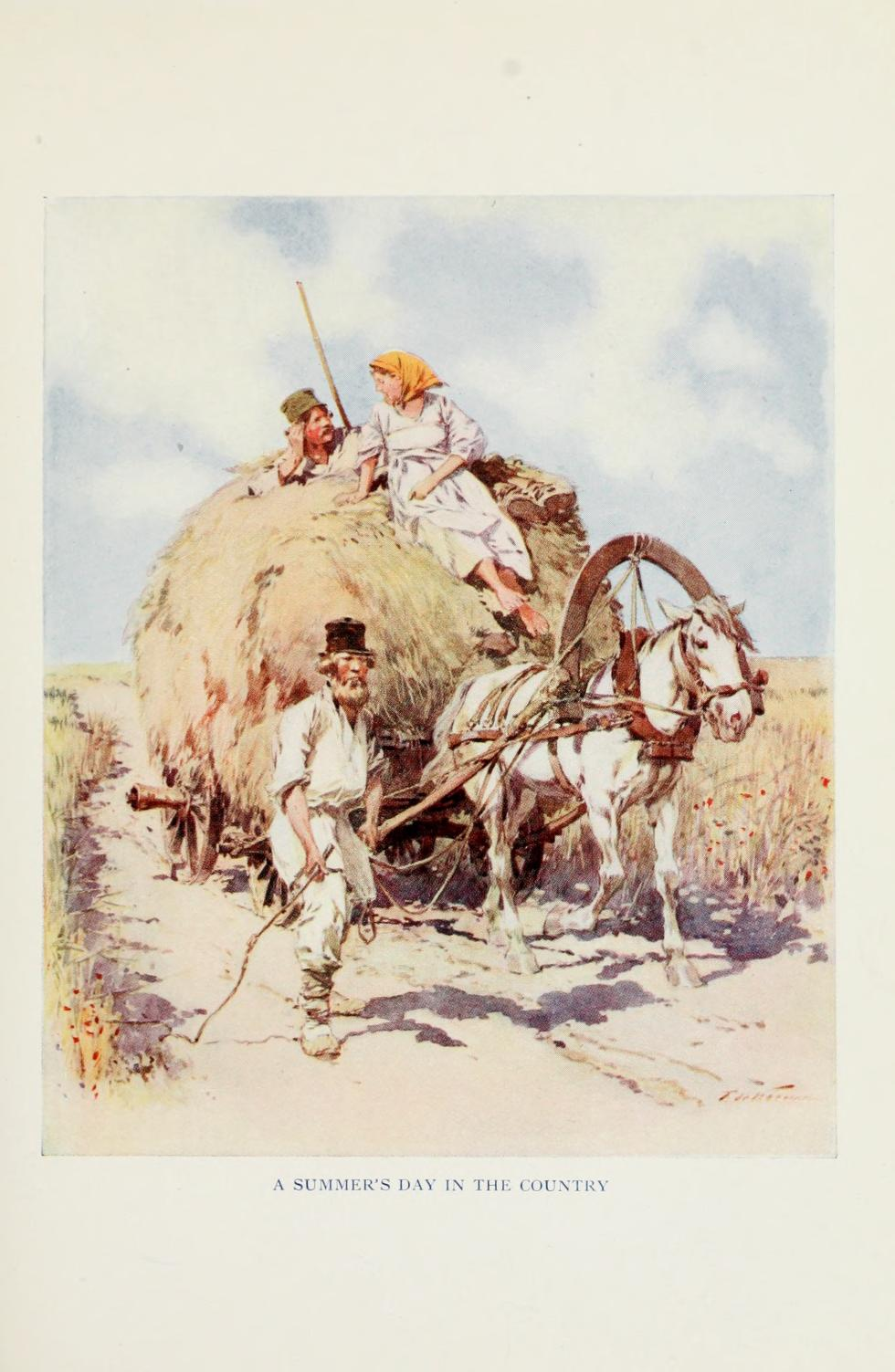
«Летний день в деревне», Фредерик де Ханен, ок. 1913

- Государственные (казённые) крестьяне
  - Черносошные крестьяне
  - Дворцовые крестьяне
  - Приписные крестьяне
  - Удельные крестьяне
  - Крестьяне однодворцы
  - Экономические крестьяне
  - Ясачные крестьяне
  - Ямщики
  - Лашманы
  - Войсковые обыватели
  - Старых служб служилые люди
  - Военные поселяне
  - Пашенные солдаты и драгуны
- Крепостные крестьяне
  - Посессионные крестьяне
  - Помещичьи крестьяне (они же владельческие)
  - Однодворческие крестьяне
  - Временнообязанные крестьяне
  - Горнозаводские крестьяне
  - Крестьяне-дарственники
  - Задельные крестьяне
- Обязанные крестьяне
  - Старожильцы
  - Новоприходцы
  - Тяглые крестьяне
- Церковные крестьяне
  - Экономические крестьяне
  - Монастырские крестьяне
- Великое княжество Литовское
  - «Похожие» крестьяне
  - «Непохожие» крестьяне
- Гетманщина
  - Посполитые
  - Подсоседки
- Другие виды
  - Безземельные крестьяне
  - Затундренские крестьяне
  - Задушные люди
  - Вольные хлебопашцы

### Крестьянство Российской империи после отмены крепостного права
В 1861 году в России была проведена отмена крепостного права, позволявшая  бывшим помещичьим крестьянам выкупить в рассрочку свои земельные наделы. Основной причиной этой реформы явился кризис феодально-крепостнической системы. В обстановке крестьянских волнений, особенно усилившихся во время Крымской войны, Александр II пошёл на этот шаг.

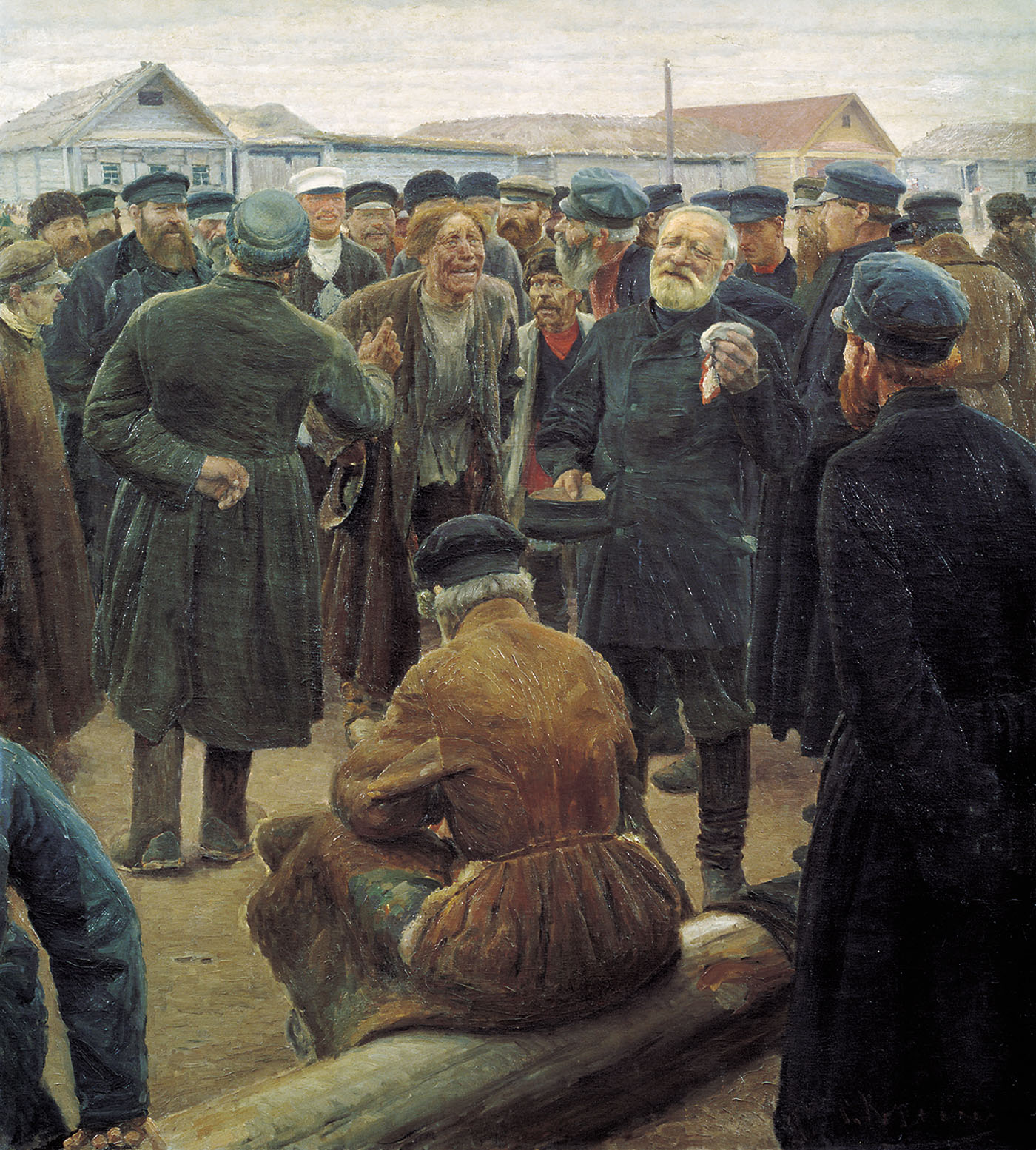
На миру, Сергей Коровин

Отмена крепостного права привела к тому, что бывшие помещичьи крестьяне теперь могли покупать на своё имя землю; в результате земской реформы 1864 года крестьяне стали участвовать в выборах гласных земских собраний, могли избираться в состав земских управ.
При этом до 1906 года крестьянство оставалось неполноправным сословием: уход крестьян на заработки допускался лишь с согласия сельского общества; полученные при отмене крепостного права земельные наделы передавались в общинную собственность, а процесс их выкупа растянулся до начала XX века.
При этом принадлежность к крестьянскому сословию все меньше означала реальную принадлежность к крестьянству.  В 1897 году свыше 7 млн крестьян по сословию жило в городах (что составляло 44% всех горожан), многие из них потеряли всякую связь с деревней. В сельской местности тоже далеко не все крестьяне по сословию занимались сельским  хозяйством: по данным переписи 1897 года, в Европейской России из 82 млн сельских жителей 12 млн чел. (а в 1905 году — 17 млн чел.) называли главным источником своих доходов не сельское хозяйство, а промыслы, ремёсла, извоз, торговлю.
В конце XIX века обострился земельный вопрос, означавший, что для многих крестьян их земельный надел не обеспечивал им необходимого прожиточного минимума. Эта проблема была связана с ростом населения и обычаем делить землю между всеми сыновьями (в  Западной Европе и Японии землю наследовал только старший сын). Если в 1870-х годах наделы, недостаточные для обеспечения прожиточного минимума семьи имели 27,7% дворов, то в 1905 году их доля в Европейской России увеличилась до 50%. При этом развитие промышленности не могло поглотить весь прирост сельского населения.
Многие крестьяне (30-50% дворов) арендовали помещичью землю. 50-80% арендованной земли было сосредоточено у зажиточных крестьян. В отличие от них, бедняки арендовали землю из нужды (они не могли прокормиться со своих наделов) и часто при этом вместо денежной платы обязывались отработать у помещика или богатого крестьянина определённое число дней (отработки) или отдать ему часть урожая (издольщина). Такая аренда на самом деле была в два раза дороже денежной.
Богатые крестьяне не только арендовали помещичьи земли, но и покупали их, а возможность покупать землю за счёт кредитов, которые выдавал Крестьянский поземельный банк, сделала покупку крестьянами земли массовой. Но при этом 80-90% купленной земли принадлежало зажиточным крестьянам.
Положение крестьян усугублялось чересполосицей, характерной для общинного владения землей. В Западном крае сами крестьяне в конце XIX — начале XX века стали создавать хутора и отруба, где все полосы каждого двора сводились вместе. В период проведения столыпинской аграрной реформы в 1906—17 годах этим по всей Российской империи занимались специальные землеустроительные комиссии.

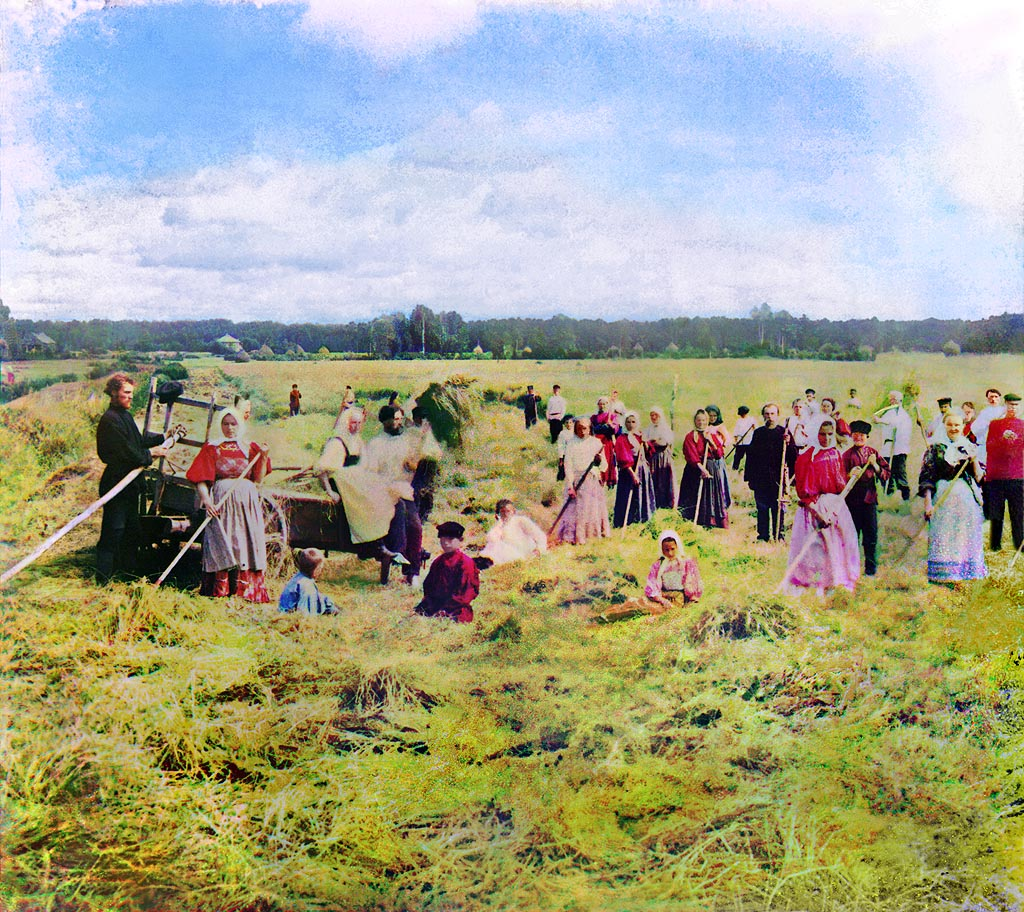
Сенокос в Ярославской губернии, 1909 год. Фото C. Прокудина-Горского

В 1861—1917 годах в Российской империи постоянно происходили крестьянские волнения. Самый крупный их всплеск был в 1861—63 годах, при отмене крепостного права. В начале XX века число крестьянских волнений возросло, особенно массовыми были волнения в Полтавской и Харьковской губерниях в 1902 году, охватившие 165 сёл с населением свыше 150 тыс. человек. В период революции 1905—07 годов крестьянские волнения, направленные против помещиков, охватили всю страну. Была создана политическая организация крестьян — Всероссийский крестьянский союз. Значительным влиянием среди крестьян пользовались эсеры. Избранные в 1906 году в Первую Государственную думу крестьянские депутаты объединились в Трудовую группу.
Указ Николая II «Об отмене некоторых ограничений в правах сельских обывателей и лиц других бывших податных состояний» от 5 (18) октября 1906 года предоставил крестьянам равные с представителями других сословий права на государственную службу; крестьяне освобождались от обязанности получать согласие сельских обществ при поступлении в учебные заведения и на государственную службу; получили право свободно выбирать своё местопребывание.
В 1914 году, с началом Первой мировой войны, крестьянские волнения прекратились, но в 1916 году они возобновились, а после Февральской революции 1917 года они стали массовыми. Крестьяне захватывали помещичьи земли, жгли помещичьи усадьбы, но, в отличие от 1905—06 годов, не уничтожали помещичье имущество, зерно, скот, а делили их между собой.

### Крестьянство России после 1917 года
Сразу после Октябрьской революции 1917 года был издан Декрет о земле, которым земля передавалась в безвозмездное трудовое пользование крестьянам на принципах уравнительного перераспределения. Были перераспределены как помещичьи, так и крестьянские земли, превышавшие установленную норму. Из всей перераспределенной земли 95,3% перешло крестьянам-единоличникам, 0,8% — коммунам и артелям, 3,9% — совхозам, фабрично-заводским коллективам, больницам, школам и т. п. В результате перераспределения прирост площади земли в пользовании крестьян составил 29,8%. Перераспределение земли сгладило социальные различия среди крестьян, повысив долю середняков, но привело к исчезновению наиболее производительных и товарных хозяйств.

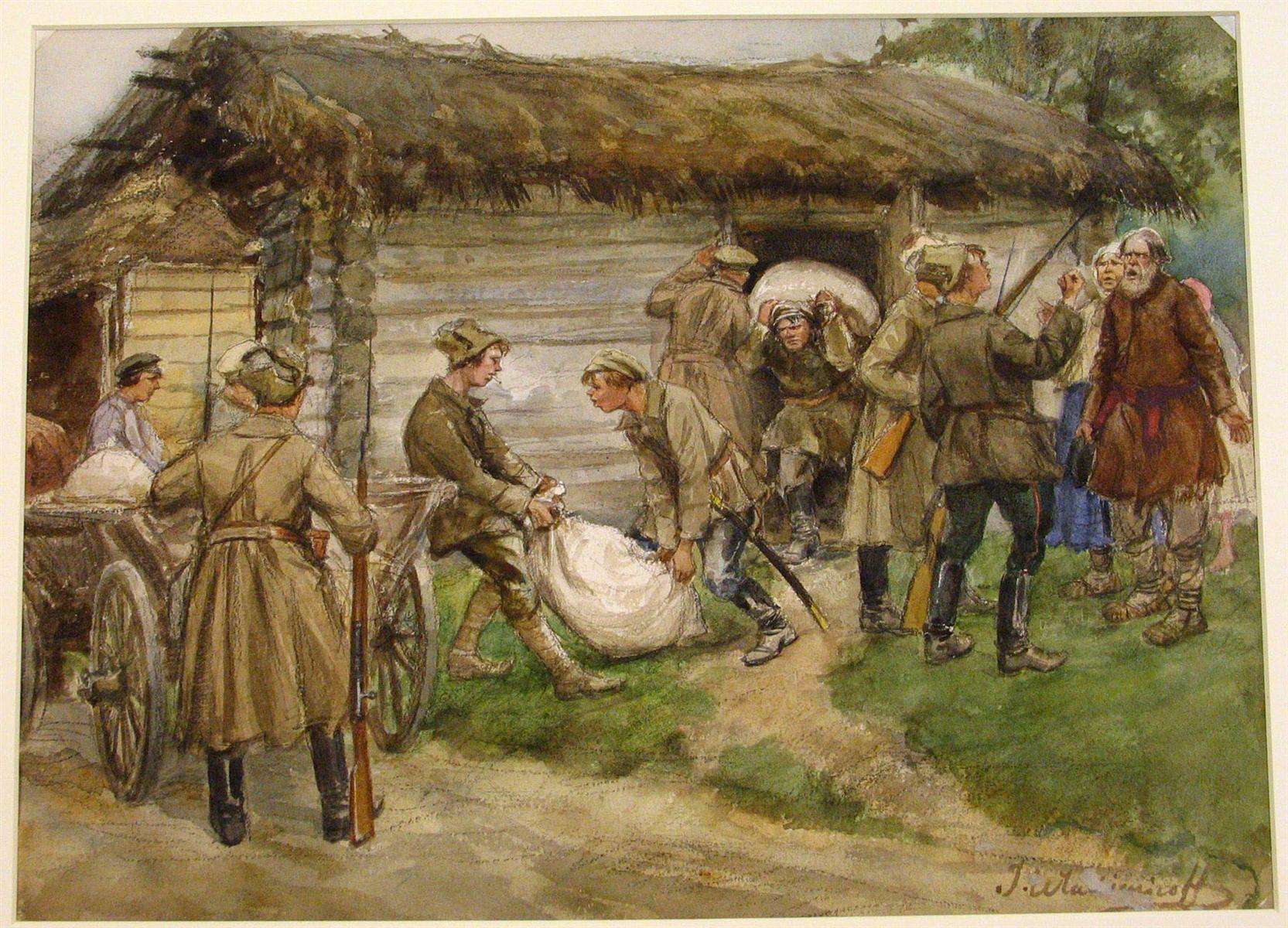
Реквизиция хлеба, картина И. Владимирова

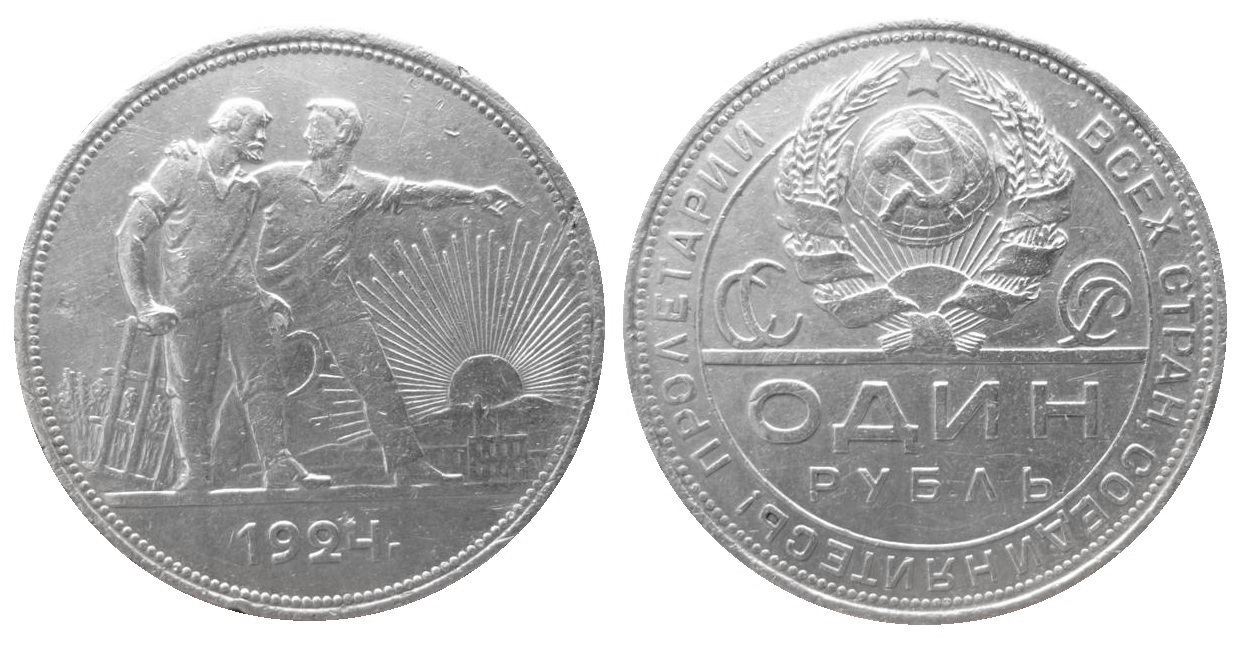
Победивший пролетарий указывает крестьянину путь, серебряный советский рубль 1924 года

В 1918—20 годах крестьяне были разорены продразверсткой и запретом хлебной торговли, у них исчез стимул к увеличению урожая. За 1917—21 годы посевные площади сократились в полтора раза, урожайность снизилась на 40%. Крестьянство отвечало на продразверстку вооруженными восстаниями, наиболее крупными из которых были Тамбовское восстание 1920—21 годов, Западно-Сибирское восстание 1921—22 годов. Это стало решающей причиной отказа большевистского руководства от «военного коммунизма» и перехода в марте 1921 года к новой экономической политике (НЭП).
Крестьянам разрешили вновь продавать урожай, а введённый продналог был существенно ниже отмененной продразверстки. Допускались аренда земли в случае «временной ослабленности» хозяйства и наем рабочей силы при условии личного труда нанимателя «наравне с рабочими». С 1923 года начался рост посевных площадей, которые в 1925 году достигли 99,3% от уровня 1913 года, а поголовье скота в 1924 году уже существенно превзошло этот уровень.
Однако в 1927-28 годах в условиях хлебозаготовительного кризиса руководство СССР прибегло к чрезвычайным мерам, включая конфискацию зерна. В ответ крестьяне начали сокращать посевы и забивать скот. В 1930 году началась массовая принудительная коллективизация сельского хозяйства, которая сопровождалась «раскулачиванием». В результате индивидуальное крестьянское хозяйство как массовая форма организации сельхозпроизводства было ликвидировано, крестьян объединили в колхозы. Крестьянская община как земельное общество в 1930 году была упразднена, а все её права и обязанности были переданы сельским советам.

## Пословицы и поговорки, связанные с крестьянами
- «Хлеб да вода — крестьянская еда».
- «Один с сошкой — семеро с ложкой».
- «Пашню пашут — руками не машут».
- «Коси, коса, пока роса; роса долой — и ты домой».
- «Кто пораньше встаёт, тот грибки себе берёт, а сонливый да ленивый идут после за крапивой».
- «От крестьянской работы не будешь богат, а будешь горбат»[13].
- «Крестьянин скотинкой жив»[14].
- «Держись за соху: она кормилица. Клади навоз густо — в амбаре не будет пусто»[15].
- «Крестьянин без земли, как дерево без корня»[16][17].
- «Не тот хозяин земли, кто по ней бродит, а тот, кто по ней за сохой ходит»[18].

## Галерея

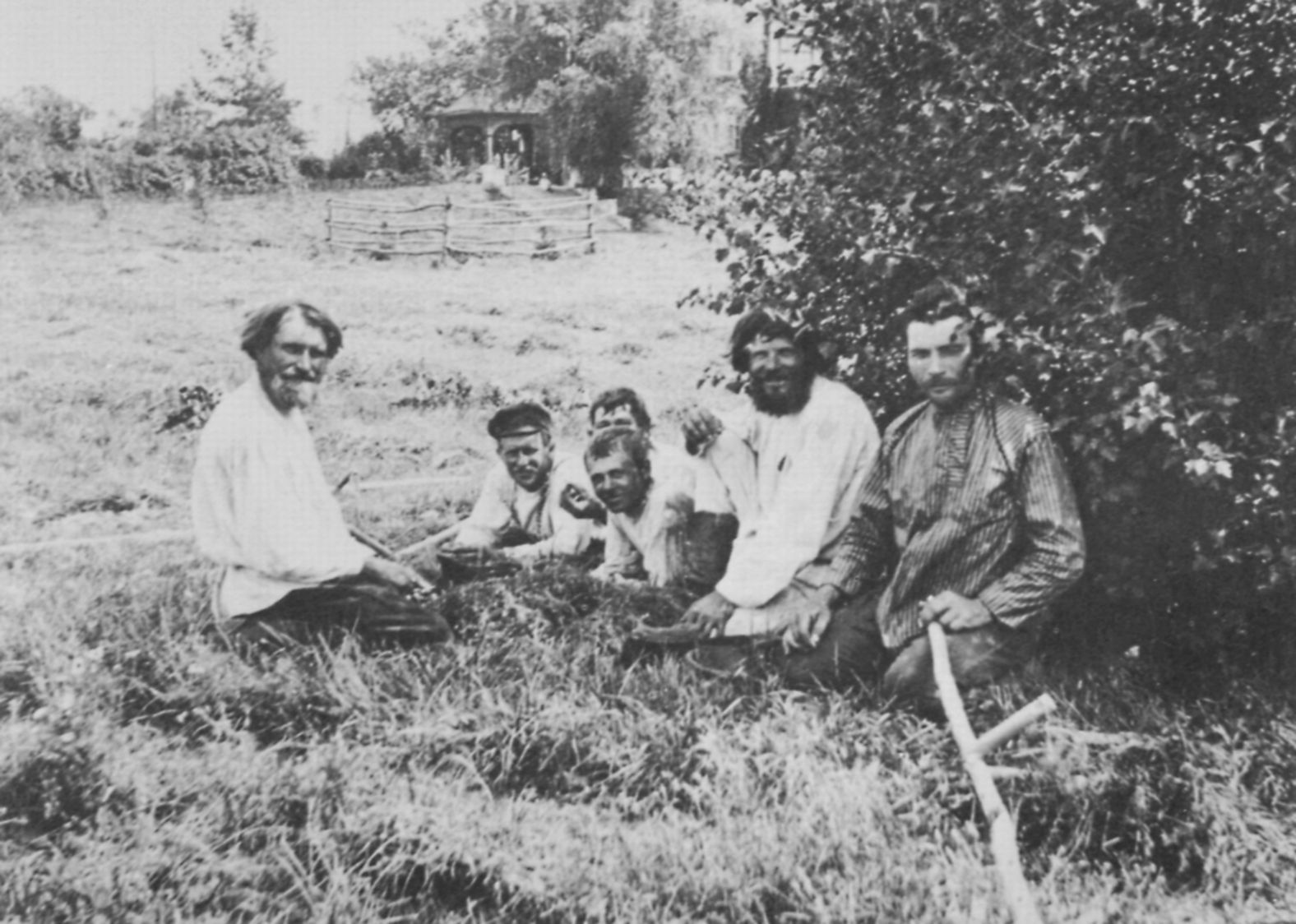
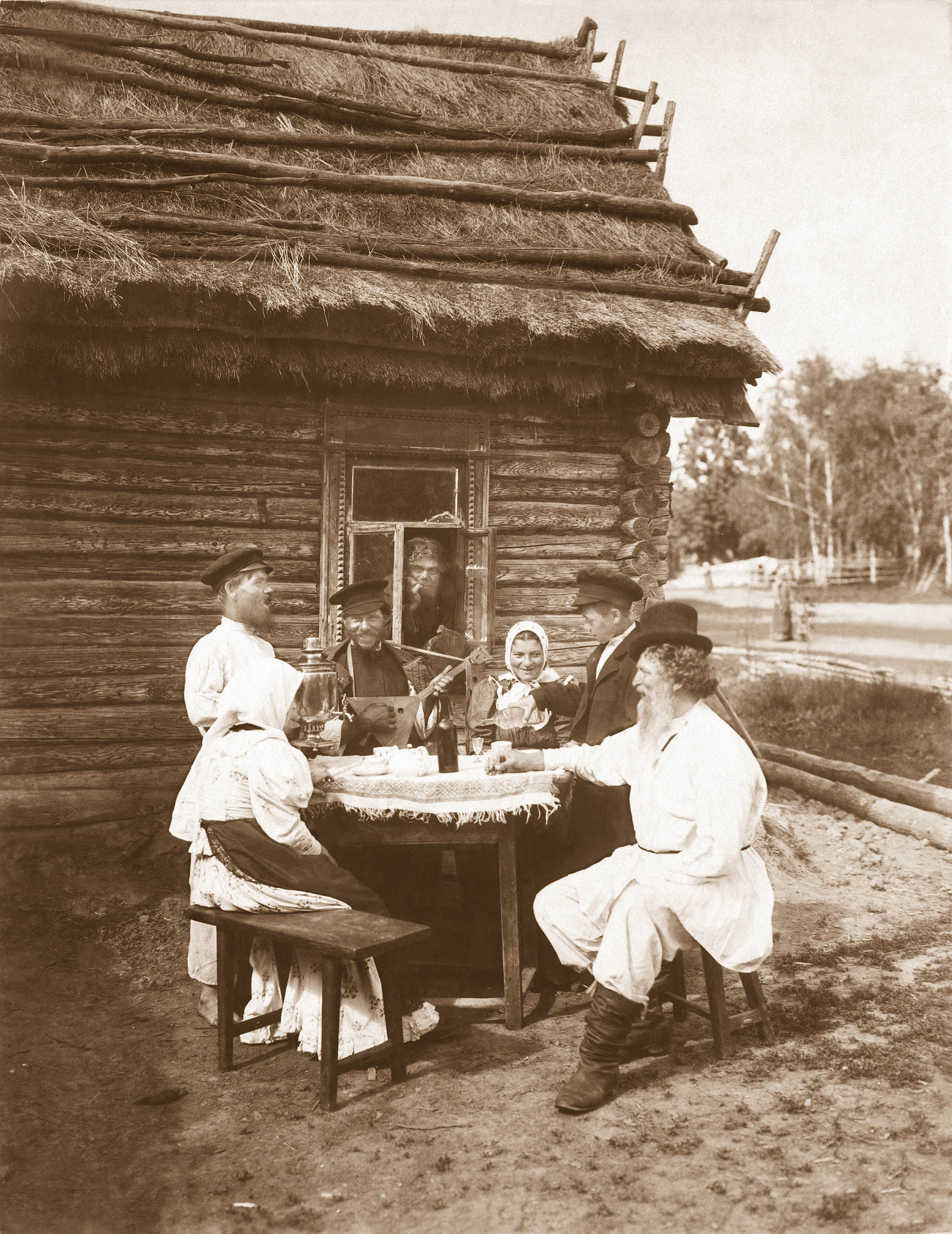
Крестьяне за столом
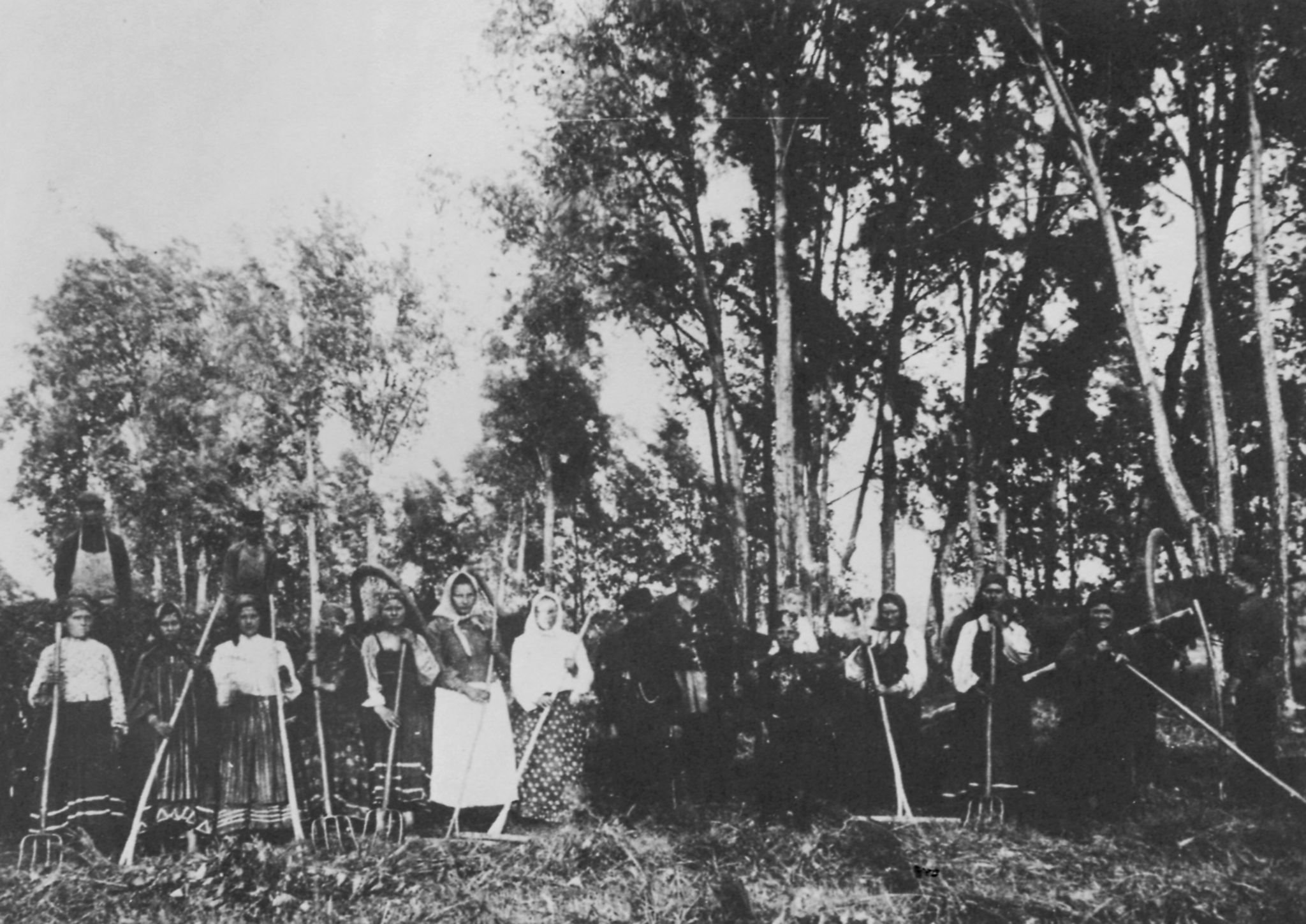
Сельскохозяйственные рабочие
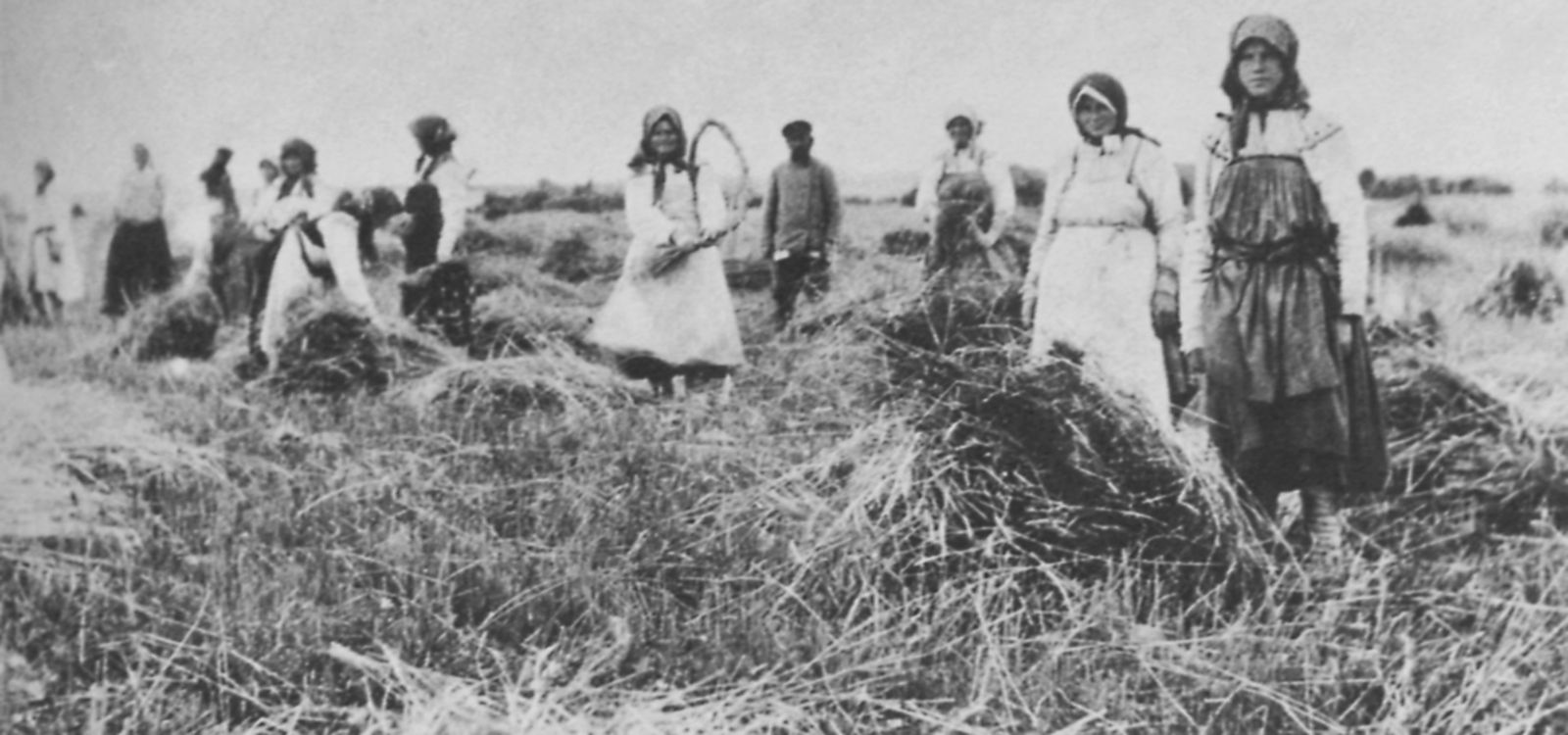
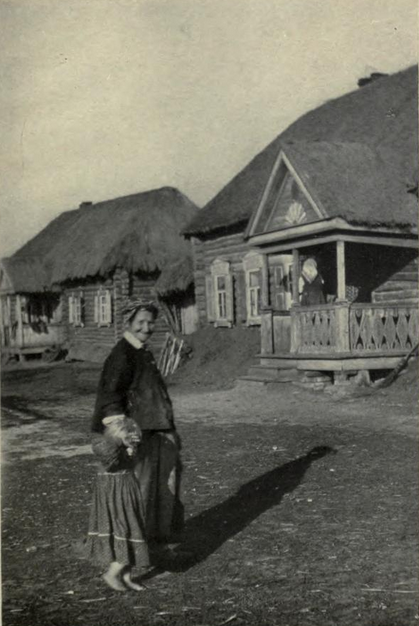
Крестьянские дома
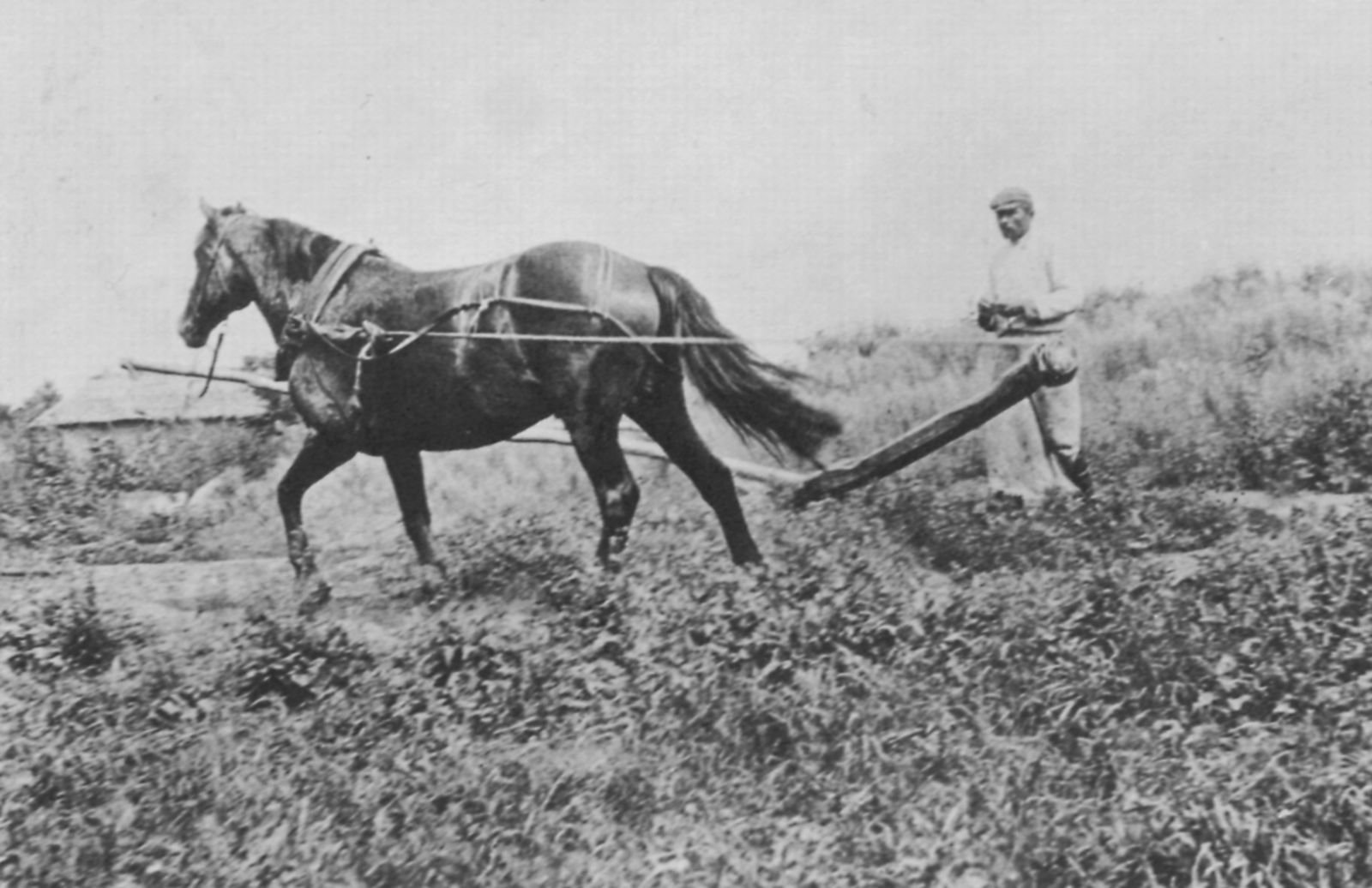
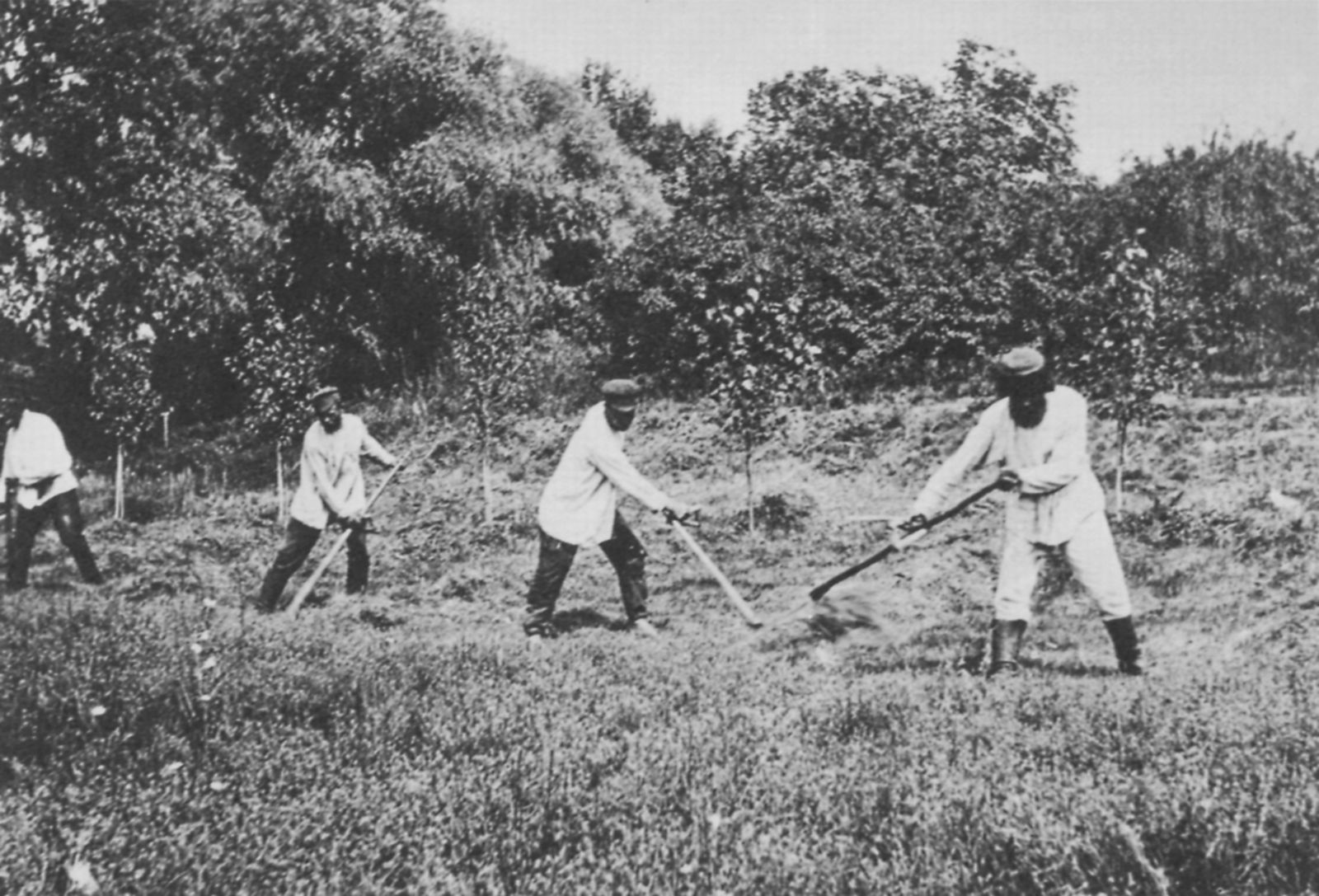